# رونالد د. بالمر
رونالد د. بالمر (بالإنجليزية: Ronald D. Palmer)‏ هو دبلوماسي أمريكي، ولد في 22 مايو 1932 في يونيونتاون في الولايات المتحدة، وتوفي في 21 أبريل 2014.

## وصلات خارجية
- رونالد بالمر على موقع إن إن دي بي (الإنجليزية)